# Steve Sanders
Steve Sanders is een personage uit de televisieserie Beverly Hills, 90210, gespeeld door acteur Ian Ziering. Bij aanvang van de serie was Ziering 26 jaar oud, maar hij speelde de rol van een 16-jarige.

## Beschrijving
De vader van Steve is een succesvolle zakenman, zijn moeder een bekende actrice. Ze zijn gescheiden en zijn ook weinig thuis, dus Steve is meestal op zichzelf aangewezen. Op school behoort hij tot de populaire leerlingen. De nieuweling Brandon Walsh, die net met zijn zus Brenda in Californië is komen wonen, wordt een van zijn vrienden. Steve houdt van feesten, rijdt in een Corvette, en speelt graag beachvolleybal. Later ontdekt hij dat hij geadopteerd is, wat hem onzeker maakt.

### Relaties
Steve heeft een relatie gehad met Kelly Taylor en hoopt nog stilletjes dat ze weer bij elkaar komen, maar dat zal niet meer gebeuren. Steve heeft diverse relaties, maar die stellen niet veel voor, omdat zijn partners niet kunnen tippen aan Kelly. Uiteindelijk krijgt hij een serieuze relatie met Janet Sosna, een medestudente met wie hij de krant The Blaze runt. Als Janet zwanger wordt, vraagt hij haar ten huwelijk. Het stel trouwt en krijgt een dochter.

### Gedrag
Steve wordt gezien als een wat oppervlakkig, onvolwassen persoon. Hij is niet gewend om hard te studeren of te werken en worstelt zich door zijn studietijd heen. Het lukt hem na zijn studie niet om een baan te vinden, waarna hij de hulp inroept van zijn rijke vader. Die zorgt ervoor dat Steve een eigen krantenbedrijf krijgt. Om de krant te runnen, krijgt Steve hulp van zijn vriend Brandon en van Janet Sosna.
Steve was er kapot van toen zijn relatie met Kelly stuk liep. Hij kan dit niet goed verwerken en lost dit op door zich bot te gedragen richting Kelly. Ook deinst hij er niet voor terug om roddels over haar vermeende promiscue gedrag te verspreiden.
Het personage maakt gedurende de serie wel een ontwikkeling door. Steve begint als een arrogante, egocentrische jongen die zichzelf regelmatig in de problemen brengt, op school weinig presteert, en erg druk is met het versieren van meisjes. Zijn vriendschap met Brandon verandert hem echter in de loop der jaren. De krant die hij met Brandon en Janet runt, wordt mede dankzij Steve een succes.